# Le Vrai Descendant du singe
Le Vrai Descendant du singe (France) ou Genèse d'aujourd'hui (Québec) (The Monkey Suit) est le 21e épisode de la saison 17 de la série télévisée d'animation Les Simpson.

## Synopsis
Le dernier jour de vacances, Bart se rend compte qu'il n'a rien fait pendant l'été. Lors de sa dernière journée avant l'école, il dresse une liste de choses à faire : gagner un match de baseball, voir un blockbuster, jouer dans une comédie musicale et avoir une romance d'été.
Après cela, les Simpson se rendent au musée d'Histoire Naturelle qui accueille une exposition sur les armes. Les Flanders, n'ayant pas pu entrer, vont au musée des hommes qui expose la théorie de l'évolution de Charles Darwin. Interloqué, Ned demande au conservateur pourquoi le musée ne parle pas de la Bible. Celui-ci lui montre une petite maquette animée présentant de façon péjorative le mythe de la création. Choqué, Ned, aidé du révérend Lovejoy, fait pression sur le principal Skinner pour obtenir l'enseignement du créationnisme dans les écoles, aux côtés de l'évolution.
Lisa est dépitée de devoir apprendre le créationnisme à l'école, en parallèle de l'évolution, jugeant les deux incompatibles. Durant une réunion municipale, elle lance la polémique et demande le retour à une seule théorie enseignée à l'école. Barney, puis la salle, acquiescent à cette proposition.
Malheureusement, c'est le créationnisme qui est choisi… Les enfants sont obligés de remettre leurs livres sur l'évolution, et ont interdiction d'en parler. Lisa décide alors de fonder un club clandestin d'étude de De l'origine des espèces. Elle est arrêtée lors de la première réunion par la police pour « enseignement d'une science non biblique ». Lors de son procès, le lobby créationniste envoie un avocat particulièrement retors, tandis que Lisa est défendue par une avocate new-yorkaise, donc détestée de la population de Springfield. L'avocat de l'accusation fait témoigner un docteur en « véritologie », qui rejette la thèse de Darwin en invoquant la présence d'un chaînon manquant.
Devant la vision de l'échec inéluctable du procès de Lisa et son dépit, Marge, décide de se faire son propre avis en lisant elle-même De l'origine des espèces et est convaincue. Pour aider Lisa, pendant la déposition de Ned Flanders qui assure qu'il n'y a aucun lien possible entre les hommes et les singes, elle donne à Homer une bière qu'il n'arrive pas à ouvrir. Les gesticulations simiesques d'Homer tentant d'ouvrir la bouteille font perdre sa patience à Ned, qui le traite de gorille, choquant toute l'assistance. L'avocate de Lisa demande alors avec insistance s'il est toujours persuadé qu'il n'existe aucun lien de parenté entre un singe et cet homme (Homer), montrant une image du chaînon manquant dans la même position qu'Homer. Ned avoue alors sa défaite à Lisa, mettant fin au procès et à la loi d'interdiction de l'enseignement de l'évolution.

## Production
- La scène d'ouverture de l'épisode, dans laquelle Bart se dépêche de faire tout ce qu'il avait prévu de faire pendant les vacances d'été, avait été réalisé à l'origine pour l'épisode 12 de la saison 14, La Reine de l'orthographe (I'm Spelling as Fast as I Can), mais fut finalement coupée. Cet épisode étant relativement court, la scène coupée lui fut finalement ajoutée[1].
- Les guest-stars de cet épisode sont Melanie Griffith (dans son propre rôle de voix de visite guidée) et Larry Hagman dans le rôle de l'avocat du créationnisme, Wallace Brady.